# علی‌اکبر معصوم‌بیگی
علی‌اکبر معصوم‌بیگی مترجم، نویسنده و زندانیِ سیاسیِ سابق اهل ایران است. حوزه تخصصی ترجمه‌هایش، ادبی است ولی در حوزه‌های نقد ادبی، تاریخ و سیاسی هم کتاب‌هایی را ترجمه کرده است. او عضوِ کانونِ نویسندگانِ ایران است.

## زندگی
علی‌اکبر معصوم‌بیگی ۲۸ اسفندِ ۱۳۲۹ در محله جوادیه تهران زاده شد. او در دبستان پرورش و دبیرستان‌های رستاخیز، دیانت و رهنما همین محله تحصیل کرد.
وی در ۲۰ تیر ۱۳۶۰ با رفیق همراهش نسترن موسوی پیمان زناشویی بست و حاصل این ازدواج یک دختر به نام ستاره است.

## فعالیت سیاسی و زندان
علی‌اکبر معصوم‌بیگی در ۱۷ سالگی از سال ۱۳۴۶ به اندیشه‌های چپ و مرام سوسیالیستی گرایش پیدا کرد و وارد مبارزه سیاسی شد. او در ۱۳۴۹ به مبارزه سازمان‌یافته پیوست. در ۴ اسفند ۱۳۵۰ به سبب فعالیت‌های سیاسی به وسیله مأموران مشترک شهربانی و ساواک (کمیته مشترک ضدخرابکاری) دستگیر شد.
در خرداد ۱۳۵۱ در دادگاه بدوی نخست به هفت سال حبس با اعمال شاقه محکوم شد ولی در دادگاه تجدیدنظر این حکم به چهار سال تقلیل یافت.
او دوران بازداشت و حبس خود را در بازداشتگاه‌های کمیته مشترک، زندان اوین، زندان قصر و سرانجام زندان عادل‌آباد شیراز گذراند. هنگامی که موعد آزادی او در اواخر سال ۱۳۵۴ فرارسید، برای او قرار بازداشت مجدد صادر و به زندان بازگردانده شد و به این ترتیب ۹ ماه دیگر تا اواخر سال ۱۳۵۵ را در زندان سپری کرد.
او پس از انقلاب نیز در ۲۰ مهر ۱۳۶۱ دستگیر شد که این بازداشت تا اواخر سال ۱۳۶۳ ادامه پیدا کرد.
وی در مورد فعالیت‌هایش می‌گوید: «در تمام زندگی من همواره دو دغدغه و فکر راهنمایم بوده: یکی سیاست، که منظورم سیاست فعال و همراه با پراتیک اجتماعی است نه سیاست‌شناسی دانشگاهی که من هیچ نسبتی با آن ندارم، و دیگری فرهنگ.»

## فعالیت و دیدگاه‌های ادبی
علی‌اکبر معصوم‌بیگی ترجمه را از زندان آغاز کرد. وی در سال ۱۳۵۸ برای برخی روزنامه‌ها ترجمه می‌کرد، در سال ۱۳۶۰ به همراه همسرش، نسترن موسوی دو کتاب در زمینه ادبیات داستانی ترجمه کرد: کتابی از ری بردبری و مجموعه‌ای از داستان‌های کوتاه نویسندگان آمریکای لاتین. او در گفتگویی پیرامون ترجمه‌هایش می‌گوید: «گرایشِ اصلی من این بوده که در دو حوزه کار کنم. در زمینه علوم انسانی و ادبیات. ادبیات هم عمدتاً رمان بود و نقد ادبی. منتها رمان به دلیل اینکه پشت سدهای مختلف گیر می‌کرد از یک تاریخ مشخص به بعد کمتر به طرفش رفتم وگرنه از «زول» ا سه رمان ترجمه کردم که هر سه رمان منتشر شدند. علایق من متوجه این دو حوزه است. حوزهٔ ادبیات و علوم انسانی، یعنی فلسفه، زیبایی‌شناسی و نقد ادبی.»
او ترجمه را گزارشی از زبانی به زبان دیگر می‌داند و عنوان می‌کند: «طبیعی است شما تا حد امکان سعی می‌کنید از چیزی که به ترجمه رنگ ملی و داخلی بدهد خودداری کنید. ولی چون ترجمه را در درجه اول معادل زبانی به زبان دیگر می‌دانید، ناچارید ببینید که در زبان خودتان چه معادلی برای آن زبان پیدا می‌کنید. من در ترجمه «پول» سعی کردم آنچه را به‌عنوان مراتب زبانی در کار زولا بوده رعایت کنم. زولا زمانی که خودش صحبت می‌کند زبان خودش را دارد که طبیعتاً زبان آدم‌های تحصیل‌کرده است. ولی وقتی از زبان آدم‌های داستانش حرف می‌زند، ما با مراتب زبانی آن آدم‌ها سروکار داریم. به‌عبارت‌دیگر یکی اشراف‌زاده است، دیگری دربان، آن‌یکی شرخر و دیگری تاجر و غیره. فکر می‌کنم کلماتی در زبان است که هیچ چیزی نمی‌تواند جای آنها را پر کند.»
او از سال ۱۳۶۵ به‌طور جدی، مستمر و حرفه‌ای به ترجمه و نوشتن پرداخت. نخستین ترجمه او «زندگی و هنر ونگوگ» در سال ۱۳۶۶ منتشر شد.
معصوم‌بیگی در دو دوره نیز در دهه ۱۳۷۰ در نشریه آدینه به کار پرداخت.

### کانون نویسندگان ایران
او در سال ۱۳۷۴ به عضویت کانون نویسندگان ایران درآمد و در سال ۱۳۷۷ به مجمع عمومی کانون دعوت شد. در حول و حوش همین ایام نیروهای خودسر وزارت اطلاعات دو تن از اعضای برجسته کانون نویسندگان ایران، محمد مختاری و محمدجعفر پوینده را به قتل رساندند و بدین ترتیب مجمع عمومی در این سال برگزار نشد. او بیست روز پس از قتل جعفر پوینده در جمع مشورتی کانون شرکت کرد و چندی بعد در ۱۳ اسفند ۱۳۷۷ به عضویت هیئت دبیران موقت کانون درآمد و از آن پس چندین دوره به عضویت در هیئت دبیران کانون نویسندگان ایران انتخاب شده است.

### ترجمه
- ارسطو، اثر کنت مک‌لیش، نشر آگه، ۱۳۸۹
- اک‍ول‍وژی م‍ارک‍س: م‍اده‌ب‍اوری و طب‍ی‍ع‍ت، ع‍ن‍وان اص‍ل‍ی: Marx's ecology: Materialism and nature: ج‍ان ب‍لام‍ی ف‍اس‍ت‍ر، نشر دیگر
- امپریالیسم بشردوستانه: استفاده از حقوق بشر برای قالب‌کردن جنگ: ژان بریک‌مونبا پی‌گفتاری از نوام چامسکی، نشر بازتاب نگار، ۱۳۸۸
- ام‍ی‍ل زولا: ژان آل‍ب‍ر ب‍ده، نشر ک‍ه‍ک‍ش‍ان، ۱۳۷۷
- پ‍ول و زن‍دگ‍ی: امیل زولا، نشر نگاه، ۱۳۷۶
- جبر انقلاب: جان ریز، نشر گل‌آذین، ۱۳۹۸
- جستارهایی دربارهٔ توماس مان: جرج لوکاچ، انتشارات نگاه، ۱۳۹۷
- درآم‍دی ب‍ر ای‍دئ‍ول‍وژی: تری ایگلتون، نشر آگه، ۱۳۸۱
- درآمدی بر زیبایی‌شناسی: هگل، نشر نگاه، ۱۳۹۶
- درآم‍دی ت‍اری‍خ‍ی ب‍ر ن‍ظری‍ه اج‍ت‍م‍اع‍ی: ال‍ک‍س ک‍ال‍ی‍ن‍ی‍ک‍وس، نشر آگه، ۱۳۸۳
- دکارت و فلسفهٔ ذهن، ویراستار جان کاتینگ‌هم، نشر آگه، ۱۳۸۸
- دموکریتوس: پل کارتلج، نشر آگه، ۱۳۹۸
- دیو درون (رمان) (عشق و مرگ): امیل زولا، نشر نگاه، ۱۳۸۲
- ذهن ارتجاعی: محافظه‌کاری از ادموند برک تا ساراپیلن: کوری رابین، نشر نگاه، ۱۳۹۷
- ارسطو: کنت مک‌لیش، نشر آگه، ۱۳۸۹
- زن‍دگ‍ی و ه‍ن‍ر پ‍ی‍ک‍اس‍و: ل‍وت‍ار ب‍وخ‌ه‍ای‍م، نشر نگاه، ۱۳۷۹
- زن‍دگ‍ی و ه‍ن‍ر س‍زان: آم‍ب‍رواز ولار و دیگران، نشر نگاه، ۱۳۶۹
- زن‍دگ‍ی و ه‍ن‍ر وان گ‍وگ: پ‍ی‌ی‍ر ک‍اب‍ان، نشر نگاه، ۱۳۶۹
- سایه‌های شب: امیل زولا، نشر نگاه، ۱۳۹۵
- س‍ه پ‍ژوه‍ش در ج‍امعه‌ش‍ن‍اس‍ی ه‍ن‍ر: پ‍رودون، م‍ارک‍س، پ‍ی‍ک‍اس‍و: م‍اک‍س راف‍ائ‍ل، نشر آگه، ۱۳۹۱
- ش‍اه‍ک‍ار: امیل زولا، نشر نگاه، ۱۳۷۲
- شوپنهاور: متافیزیک و هنر: مایکل تنر، نشر آگه، ۱۳۸۷
- فرزندان انقلاب: تاریخ فرانسه ۱۷۹۹ تا ۱۹۱۴: رابرت جیلدیا، نشر نگاه، ۱۳۹۴
- فرهنگ‌نامه اندیشه اجتماعی مدرن، زیر نظر ویلیام اوث‌ویت، تام باتامور؛ همکاران و مشاوران هیئت ویراستاری ارنست گلنر، رابرت نیسبت، الن تورن، نشر نگاه، ۱۳۹۶
- فرهنگ‌نامه اندیشه مارکسیستی، ویراسته تام باتامور، نشر بازتاب نگار، ۱۳۹۷
- فرهنگ‌نامه مارکس: تریل کارور، نشر کلاغ، ۱۳۹۴
- ف‍وت‍ب‍ال در آف‍ت‍اب و س‍ای‍ه: ادواردو گ‍ال‍ئ‍ان‍و، نشر دی‍گ‍ر، ۱۳۸۱
- مارکس: تری ایگلتون، نشر آگه، ۱۳۹۸
- مارکس و آزادی: تری ایگلتون، نشر آگه، ۱۳۸۳
- مارکسیسمِ دگراندیش: آواهای گذشته برای روزگار کنونی: دیوید رنتن، نشر چشمه، ۱۳۹۶
- م‍ارک‍س‍ی‍س‍م و ف‍ل‍س‍ف‍ه: ال‍ک‍س ک‍ال‍ی‍ن‍ک‍وس، نشر دی‍گ‍ر، ۱۳۸۴
- م‍ارک‍س‍ی‍س‍م و ن‍ق‍د ادب‍ی: تری ایگلتون، نشر دی‍گ‍ر، ۱۳۸۳
- نویسنده، نقد، فرهنگ: جرج لوکاچ، نشر نگاه، ۱۳۹۵
- هایدگر: جاناتان ری، نشر آگه، ۱۳۹۸
- ه‍ای‍دگ‍ر و ه‍س‍ت‍ی و زم‍ان: ج‍ان‍ات‍ان ری، نشر آگه، ۱۳۸۵
- هزاره کدام کس؟ آن‌ها یا ماها؟: دانیل سینگر، نشر آگه، ۱۳۸۸
- ه‍گ‍ل (درب‍ارهٔ ف‍ل‍س‍ف‍ه): ری‍م‍ون‍د پ‍ل‍ن‍ت، نشر آگه، ۱۳۸۳
- ه‍گل و فلسفه تاریخ: جوزف مک‌کارنی، نشر آگه، ۱۳۸۹.
- چه‌گونه بخوانیم مارکس: پیتر آزبرن، نشر دی‍گ‍ر، ۱۳۸۸.
- عشق و مرگ: امیل زولا، انتشارات نگاه، ۱۳۸۹.
- فرهنگ و جامعه(۱۷۸۰–۱۹۵۰): ریموند ویلیامز، انتشارات نگاه، ۱۳۹۸.
- دفترهای زندان (دفترهای سوم و چهارم)، آنتونیو گرامشی، نشر چرخ.

### آثار دیگر
- برگ‌هایی از دفتر ایام؛ یادمانده‌های اکبر معصوم بیگی (دفتر اول): علی‌اکبر معصوم‌بیگی، انتشارات آفتابکاران جنگل[۶]
- همچون در یک آینه؛ یادمانده‌های اکبر معصوم بیگی (دفتر دوم): علی‌اکبر معصوم‌بیگی، انتشارات آفتابکاران جنگل[۷]

### مقالات
- مترجمِ بیدار، مترجمِ خواب [۸]
- روزگار سپری‌شده تیراژ کتاب[۹]
- تجربه طبقه متوسط ایرانی[۱۰]

### گفتگو
- گفتگو: پست مدرنیسم در ادبیات داستانی ما[۱۱]
- ساختن فرهنگ آینده[۱۲]
- پیش نمی‌رویم؛ فرومی‌رویم[۱۳]
- افول روند شناخت تاریخ جهان در ایران[۱۴]
- گفتگو دربارهٔ امیل زولا[۱۵]
- «نویسنده، نقد و فرهنگ» جورج لوکاچ[۱۶]
- تز موتور کوچک، موتور بزرگ هنوز کارآمد است[۱۷]
- حقوق بشر مختص کسانی که توان خریدش را دارند نیست[۱۸]
- گفتگو با اکبر معصوم بیگی درباره نقد ادبی و مارکسیسم.[۱۹]